# 吉賽兒·耶莎
吉賽兒·耶莎（英語：Gisele Yashar）是一名虛構角色，出現在《玩命關頭》系列中，由以色列女演員蓋兒·加朵飾演。吉賽兒於《玩命關頭4》（2009年）中首度登場，她在該片中幫助了唐米尼克·泰瑞托（即唐老大）和他的團隊，並於《玩命關頭5》（2011年）中與韓哥擦出愛火。吉賽兒死於《玩命關頭6》（2013年），並於《玩命關頭7》（2015年）中以照片形式出場。吉賽兒是加朵飾演的首名主要角色。當初導演林詣彬看上加朵在軍中的經歷而選上她，而加朵也親自上陣演出片中的特技橋段。
影評人對吉賽兒這個角色的評價毀譽參半，部分影評人稱讚吉賽兒的性特質，且認為她與韓哥的感情戲相當出色；但也有影評人批評吉賽兒「不夠真實」，且她的死顯現出《玩命關頭》系列對女性角色待遇不佳的現象。加朵的演技獲得多數影評人的讚賞，甚至有影評人希望她能回歸出演未來的電影。

## 劇中表現
在《玩命關頭4》（2009年）中，吉賽兒·耶莎（蓋兒·加朵飾演）首次出場，是毒梟亞圖羅·布拉加（Auturo Braga，約翰·歐提茲飾演）的手下。她對唐米尼克·泰瑞托（即唐老大，馮·迪索飾演）有意思，但唐老大拒絕與她發展近一步關係。吉賽兒告訴唐老大若他遵照與布拉加的協議、將毒品偷渡過美墨邊界將會面臨的風險。交易毒品時，聯邦調查局（FBI）攻入交易現場。布拉加與手下的賽車手菲尼克斯（Fenix，拉茲·阿隆索飾演）企圖逃脫，吉賽兒差點被撞死，所幸唐老大出手相救。布拉加成功逃到墨西哥，吉賽兒為了報答唐老大而告訴他布拉加的藏身處，讓唐老大成功捉到布拉加。
吉賽兒後來在《玩命關頭5》（2011年）中加入唐老大的團隊，為團隊中的武器專家。片中，吉賽兒協助唐老大等人犯下搶案，並與另一成員韓哥（姜成鎬飾演）合作無間，最後擦出愛火。兩人登場的最後一幕裡，韓哥在高速公路上開著車，吉賽兒坐在韓哥的腿上。此外，她曾是一名以色列情報及特殊使命局（又稱摩薩德）探員的事情在片中被韓哥發現。
在《玩命關頭6》（2013年）的片頭，吉賽兒與韓哥在香港街頭吃東西，這時唐老大重新找來兩人，好阻止跨國罪犯歐文·蕭（Owen Shaw，路克·伊凡斯飾演）搶到危險武器的材料。吉賽兒在這次任務中展現了拷問、使用武器和資訊檢索方面的能力。在試圖阻止蕭的飛機起飛時，吉賽兒與韓哥所乘的車子因與飛機之間連接著纜繩，吉賽兒懸在車子邊緣岌岌可危。韓哥試圖援救她，但這時蕭的手下阿道夫森（Adolfson，班傑明·大衛斯飾演）企圖偷襲韓哥，吉賽兒為了救韓哥而鬆手，在摔落的同時開槍射中阿道夫森。吉賽兒摔死後，悲憤的韓哥將阿道夫森扔進飛機的渦輪中。片尾，團隊成員羅曼·皮爾斯（Roman Pearce，泰瑞斯·吉布森飾演）在禱告時對吉賽兒致上了祝福之意。
《玩命關頭7》（2015年）裡，一張吉賽兒的照片出現在韓哥的個人物品中。後來，韓哥被歐文·蕭的哥哥戴克·蕭（Deckard Shaw，傑森·史塔森飾演）害死，這張照片後來在韓哥的追悼會時被放進棺材中。該片的刪減片段揭露了一段發生在《玩命關頭4》時間點的往事：吉賽兒在莉蒂·歐提茲（Letty Ortiz，蜜雪兒·羅德里奎茲飾演）差點被芬尼克斯撞死後將她送往醫院。莉蒂問吉賽兒為何要救她，吉賽兒答道「也許妳才是救了我的那個人」。
《玩命關頭9》（2021年）的回憶片段提及，吉賽兒曾是「小人物先生」（Mr Nobody，寇特·羅素飾演）的同事，正因為吉賽兒對韓哥的信任，小人物先生才會到在她死後到東京找韓哥談任務。
《玩命關頭X》（2023年）的片尾，吉賽兒出現在南極的潛水艇裡，意味著她有可能會在本系列的下一集回歸主演。

## 選角與角色設計
吉賽兒是以色列女演員蓋兒·加朵的首個主流電影角色，加朵認為這對她的事業有極大的影響。她表示，她為《007量子危機》（2008年）中的龐德女郎卡蜜兒·蒙特斯試鏡失敗的經歷促使她轉而嘗試其他角色，其中就包含吉賽兒。導演林詣彬選上了她。加朵認為，她的軍事背景是讓她獲選的一大原因：「（我覺得）林詣彬真的很喜歡我在軍隊的經歷，他想善用我的武器知識」。2017年，加朵也感謝《玩命關頭》系列的主演馮·迪索給她這個進軍電影界的機會。雜誌《浮華世界》的尤哈娜·德斯塔（Yohana Desta）認為吉賽兒是名「讓加朵有所突破並獲得主流肯定的角色」。
談到對《玩命關頭》系列最早的看法時，加朵說道，「在以色列，我們不會用這種規格來拍這種電影」。片中的特技是由加朵親自上陣演出的，她表示，「腎上腺素實在是太神奇了，能做在現實世界不能做的事讓我非常享受」。加朵在拍片時努力想呈現出一種「堅強女孩」的感覺。在拍《玩命關頭6》時，加朵告訴導演林詣彬她希望吉賽兒能「更厲害一點」，並親自演了更多特技場面。加朵演過的特技場面包含從一台行駛中的摩托車跳到一輛吉普車上，以及駕駛一台杜卡迪怪獸摩托車。不同媒體對吉賽兒的性特質有各自的看法，其中Fuse電視台的碧昂卡·葛雷西（Bianca Gracie）認為吉賽兒「理性又令人畏懼」，而《陌生人週刊》的艾瑞克·亨利克森（Erik Henriksen）則稱她為「有反派氣息的女誘惑者」。

## 評價
影評人對吉賽兒這個角色的評價毀譽參半。網站Decider的梅根·歐基夫（Meghan O'Keefe）稱讚吉賽兒是《玩命關頭》系列中新一類的女性角色。她表示，與設計粗糙的另一女性角色莉蒂相比，吉賽兒的個性更為複雜，且有種「無所畏懼的女人味」。歐基夫稱讚吉賽兒運用性魅力誘惑男人的設定，對吉賽兒與韓哥的戀情也豎起大拇指。Nerdist新聞的西尼·巴克斯鮑姆（Sydney Bucksbaum）認為吉賽兒與韓哥的戀情是劇中的焦點，表示兩人「已成為系列電影中最具代表性的一對情侶」。部分影評人給出了負面評價。《影音俱樂部》的湯姆·布萊漢（Tom Breihan）批評道「吉賽兒從毒梟手下變成摩薩德探員和正義使者」實在離譜。IndieWire的凱特·艾爾布蘭德（Kate Erbland）認為吉賽兒的死顯現出《玩命關頭》系列對女性角色待遇不佳的現象，表示「像吉賽兒這樣的女性角色主要是為了完善男性角色的劇情，她們扮演的通常都是戀人的角色，很少單獨受到關注」。
演員蓋兒·加朵的演技廣受好評。2017年，Heavy.com的布蘭登·馬羅（Brendan Marrow）在一篇文章中將吉賽兒列為加朵開始演神力女超人前演得最好的角色之一。歐基夫稱加朵為《玩命關頭》系列的「秘密武器」，並稱讚她那迷人的女性魅力「展露無遺」。網站Decider的喬·李德（Joe Reid）建議劇組應該讓吉賽兒在未來的電影中復活，但懷疑劇組有沒有能力做到。巴克斯鮑姆也希望她能回歸未來的電影。